# كاتدرائية غازانتشيتسوتس
كاتدرائية غازانتشيتسوتس هي كنيسة أرمنية أرثوذكسية تقع في مدينة شوشا في منطقة ناغورني قره باغ المتنازع عليها، وهي مقر أبرشية أرتساخ التابع للكنيسة الرسولية الأرمنية.